# Comuna Mala Moșceanîțea, Zdolbuniv
Mala Moșceanîțea (în ucraineană Мала Мощаниця) este o comună în raionul Zdolbuniv, regiunea Rivne, Ucraina, formată din satele Mala Moșceanîțea (reședința) și Zalibivka.

## Demografie
Componența lingvistică a comunei Mala Moșceanîțea
     Ucraineană (99,78%)
     Alte limbi (0,22%)
Conform recensământului din 2001, majoritatea populației comunei Mala Moșceanîțea era vorbitoare de ucraineană (99,78%), existând în minoritate și vorbitori de alte limbi.